# Wapniarnia Pierwsza
Wapniarnia Pierwsza – wieś w Polsce położona w województwie wielkopolskim, w powiecie czarnkowsko-trzcianeckim, w gminie Trzcianka. Wieś jest siedzibą sołectwa w którego skład wchodzi również osada Łomnica Pierwsza.
W latach 1975–1998 miejscowość administracyjnie należała do województwa pilskiego.
Zobacz też: Wapniarnia Trzecia